# Jared Lotz
Jared Lotz (* 25. März 1990 in St. Louis, Missouri) ist ein US-amerikanischer Film- und Theater-Schauspieler, der durch das christliche Filmdrama Unplanned bekannt wurde.

## Leben

### Kindheit und Jugend
Aufgewachsen in St. Louis, fiel der junge Jared Lotz durch sein musikalisches Talent auf. Schon mit vier Jahren konnte er Klavier spielen und lernte kurz darauf Bass und Schlagzeug. So solle er auch seine Leidenschaft fürs Live-Theater gefunden haben. Nachdem sein Talent für das Live-Theater aufkam, trugen seine Eltern ihn während der High-School-Zeit für verschiedene High-School-Produktionen ein, um das Talent des Jungen zu fördern.
Aufgrund seines Talents wurde Lotz an der Webster University in St. Louis angenommen, wo er Conservatory of Theatre Arts studierte. Dort machte er auch den Abschluss und erhielt dadurch den Bachelor of Fine Arts in Musiktheater.

## Karriere
Seine ersten Auftritte hatte Lotz in verschiedensten High-School-Produktionen, die ersten größeren Auftritte hatte er in Musik- und Theatershows, beispielsweise in Star Wars in Concert und in Jingel Bell Rock wo er als Sänger auf der Bühne stand. Anfangs war er auch in Tanzvorführungen zu sehen wie Disney Junior. Dance Party und Saturday Night forever, auch bereits in New York.
Nach einigen erfolgreichen Auftritten in New York bot sein Agent ihm an, eine Karriere als Filmschauspieler in Los Angeles zu starten. Lotz nahm das Angebot an. Er hatte seine erste Rolle in dem 2012 erschienenen Kurzfilm Of little convenience von Andrew Shafer. 2016 spielte er im Musical Thanksgiving! The Musical, das von Tyler Reeves gedreht wurde. 2019 spielte er in dem Kurzfilm Thoughts and Prayers mit, noch im gleichen Jahr erhielt er seine bisher größte und wichtigste Rolle im christlichem Drama Unplanned. Hier verkörperte er die Rolle des Shawn, der eine Lebensrechtsbewegung anführt.

## Persönliches
Seit 2019 befindet Lotz sich mit Emma Elle Roberts, die sich am Set von Unplanned kennen gelernt haben, in einer Beziehung. Seit August 2021 sind sie verheiratet. Zusammen mit ihr lebt er in Los Angeles. Seine Hobbys sind Tanzen und Singen.

## Filmografie
| Jahr | Film                      | Rolle   |
| ---- | ------------------------- | ------- |
| 2012 | Of Little Convenience     | Cooper  |
| 2016 | Thanksgiving! The Musical | Mark    |
| 2019 | Thoughts And Prayers      | Schüler |
| 2019 | Unplanned                 | Shawn   |